# Kākāreẕā-ye ‘Olyā
Kākāreẕā-ye ‘Olyā (persiska: کاکارضا سفلی, Kākāreẕā-ye Soflá, کاکارضا علیا) är en ort i Iran.   Den ligger i provinsen Lorestan, i den västra delen av landet, 400 km sydväst om huvudstaden Teheran. Kākāreẕā-ye ‘Olyā ligger 1 780 meter över havet och antalet invånare är 110.
Terrängen runt Kākāreẕā-ye ‘Olyā är kuperad västerut, men österut är den bergig. Runt Kākāreẕā-ye ‘Olyā är det ganska tätbefolkat, med 72 invånare per kvadratkilometer. Närmaste större samhälle är Aleshtar, 15,0 km norr om Kākāreẕā-ye ‘Olyā. Trakten runt Kākāreẕā-ye ‘Olyā består i huvudsak av gräsmarker.